# Letterhoogte

De letterhoogte is de hoogte van een loden letterstaafje, van de voet (4) tot het beeld (a). De korpsgrootte (c) staat daar dwars op.

Onder letterhoogte wordt bij boekdruk verstaan de lengte van het loden letterstaafje. Die lengte kan verschillen per land, en zelfs per gieterij. Eind negentiende eeuw kwam daarin steeds meer eenheid, al was daarvoor een lange weg te gaan.
De maat van een letterafdruk op papier of scherm wordt aangeduid met "korpsgrootte" en uitgedrukt in punten. Op computers en in Engelstalige landen wordt de Pica-punt gebruikt, op het Europese continent wordt de korpsgrootte uitgedrukt in Didot-eenheden.

## Historie
De eerste standaard-hoogte voor letter werd in 1723 in Frankrijk ingevoerd. Nog voordat Pierre Simon Fournier het Fournier punt-systeem invoerde. Deze hoogte was gebaseerd op de "Pied du Roi", en volgens "un réglement de la librairie" van 1723 bepaald op: 10,5 "lignes" = 23,60 mm, of 63 punt Didot.
François Ambroise Didot behield deze standaardhoogte, ook wel aangeduid met "Franse hoogte" of "Parijse hoogte" bij de invoering van de Didot-punt. Duitsland nam het Didot-systeem over, en ook de daarbij horende letterhoogte. En Fr. Dressler in Frankfurt als eerste Duitse gieterij. Maar doordat de hoogte niet voortdurend werd gecontroleerd, ontstonden er afwijkingen tussen verschillende gieterijen, hetgeen door gieterijen ook als middel voor klantenbinding werd gebruikt.
In 1878 besloten een aantal belangrijke Duitse gieterijen op initiatief van Heinrich Berthold te Berlijn, de letterhoogte te stellen op 62 2/3 punt Didot. Daarbij werd de laagste toen gebruikelijke letterhoogte als basis genomen.
Op 11 maart 1905 nam de "Kaiserliche Normal Eichungs-Kommission" te Berlijn op verzoek van de "Vereinigung des SchriftgiessereiBesitzer Deutschlands" de controle op zich van de "Deutsche Normal-Höhe". De maatstaf werd gedefinieerd als: 2660 punt = 1000,29 mm bij +16,25 graad Celsius. 23,566 mm = 62 2/3 punt.
In Oostenrijk werd door Alois Auer, de directeur van de Staatsdrukkerij te Wenen, de letterhoogte op "1 Wiener Zoll" bepaald = ruim 68 punt Didot. Deze hoogte kwam overeen met de Frankfurter-Hőhe, die ook veel in Duitsland voorkwam. Toen dit Auer-systeem door dat van Gottlieb Haase in Praag werd verdrongen, werd in Oostenrijk de letterhoogte ook 62,66 punt Didot bepaald.
Daarnaast was er de "Straatsburger-Höhe": 67,5 punt Didot, en de "Russische hoogte" 66,75 punt Didot.
In Leipzig was een letterhoogte van 66 punt Didot in gebruik, deze letterhoogte was ook gebruikelijk in Zwitserland, Italië, als Lyonner-hoogte in Frankrijk, Zweden, Noorwegen, Denemarken en Nederland. Ook Christoffel Plantijn in Antwerpen gebruikte 66 punt als letterhoogte.
- 68 punt: 
  - Frankfurter hoogte, Auer-hoogte
- 67,5 punt: 
  - Strassburger-hoogte
- 66,75 punt:
  - Rusland
- 66 punt  (0.9785 inches - 24.85 mm)
  - Leipzicher-hoogte, Hollandsche hoogte
- 63 punt (0.933 inches = 23.7 mm)
  - België, Oostenrijk, Hongarije, Nederlandse Staatsdrukkerij
- 62,66 punt (0.928 inches = 23.6 mm)
  - Duitsland, Spanje, Italië, Frankrijk
- 62 punt:  (0.918 inches = 23.3 mm)
  - Amerika en Engeland

In Nederland waren er begin 20ste eeuw nog slechts twee lettergieterijen actief: Joh. Enschedé en Zonen, te Haarlem, en Lettergieterij Amsterdam, voorheen N. Tetterode. Uit concurrentie-overwegingen hielden deze gieterijen een klein verschil in de letterhoogte in stand:
- 65 23/24 punt: Joh. Enschedé en zonen
- 66 1/24 punt: Lettergieterij Amsterdam

Dit had tot gevolg dat drukkerijen in één zetsel, niet letters van beide gieterijen tegelijk konden gebruiken, dan was die van Enschedé te mager, of die van Lettergieterij Amsterdam te vet.
De Algemeene Landsdrukkerij te Den Haag, later de Staatsdrukkerij, had na een reorganisatie in 1905, de letterhoogte bepaald op 63 punt. (Belgische hoogte) Deze hoogte stond in Nederland bekend als: "staatsdrukkerij-hoogte". De reden daarvoor was, dat men niet wilde dat zetsel van de Staatsdrukkerij elders gebruikt kon worden, de werkelijke maat werd geheim gehouden.